# Doreen Amata
Doreen Amata (sinh ngày 6 tháng 5 năm 1988 tại Lagos, Nigeria) là một nữ vận động viên điền kinh và điền kinh đến từ Nigeria, người chuyên về sự kiện nhảy cao.
Amata đại diện Nigeria tại Thế vận hội Olympic 2008, kết thúc ở vị trí thứ 16 trong bảng xếp hạng tổng thể. Cô đã giành được huy chương vàng cho quốc gia Tây Phi bản địa của mình tại Đại hội Thể thao toàn châu Phi 2007.
Amata đã thi đấu cho Nigeria tại Thế vận hội Mùa hè 2016, nhưng cô không đủ điều kiện cho vòng chung kết. Cô là người mang cờ cho Nigeria trong lễ bế mạc.
Điểm tốt nhất của cô ấy trong sự kiện là 1,95 mét ngoài trời (Abuja 2008, Daegu 2011) và 1,93 mét (Banska Bystrica 2016).

## Thành tích giải đấu
| Năm                  | Giải đấu                   | Địa điểm                           | Thứ hạng             | Chú thích            |
| Representing Nigeria | Representing Nigeria       | Representing Nigeria               | Representing Nigeria | Representing Nigeria |
| -------------------- | -------------------------- | ---------------------------------- | -------------------- | -------------------- |
| 2007                 | All-Africa Games           | Algiers, Algeria                   | 1st                  | 1.89 m               |
| 2008                 | African Championships      | Addis Ababa, Ethiopia              | –                    | NM                   |
| 2008                 | Olympic Games              | Beijing, China                     | 16th (q)             | 1.89 m               |
| 2009                 | World Championships        | Berlin, Germany                    | 27th (q)             | 1.85 m               |
| 2011                 | World Championships        | Daegu, South Korea                 | 8th                  | 1.93 m               |
| 2011                 | All-Africa Games           | Maputo, Mozambique                 | 1st                  | 1.80 m               |
| 2012                 | African Championships      | Porto Novo, Benin                  | 4th                  | 1.75 m               |
| 2012                 | Olympic Games              | London, United Kingdom             | 17th (q)             | 1.90 m               |
| 2015                 | World Championships        | Beijing, China                     | 12th                 | 1.88 m               |
| 2015                 | African Games              | Brazzaville, Republic of the Congo | 2nd                  | 1.85 m               |
| 2016                 | World Indoor Championships | Portland, United States            | 9th                  | 1.89 m               |
| 2016                 | African Championships      | Durban, South Africa               | 2nd                  | 1.82 m               |
| 2016                 | Olympic Games              | Rio de Janeiro, Brazil             | 27th (q)             | 1.89 m               |
| 2018                 | Commonwealth Games         | Gold Coast, Australia              | 10th                 | 1.80 m               |